# Ernst Kolman
Prof. Ernst Yaromirovich Kolman (en ruso: Кольман, Эрнест Яромирович (1892 – enero 1979) fue un filósofo marxista y matemático ruso,  confidente de Lenin y alumno de Einstein. Fue presidente de la Sociedad de Matemática de Moscú de 1930 a 1932.
Nació en Praga, y estudia en su Universidad Carolina, donde trabajaba el joven profesor Albert Einstein. Fue director gerente del Departamento de Ciencias de Moscú en 1936. También fue Académico de la Academia de Ciencias de Checoeslovaquia. Y trabajó en el Observatorio Astronómico de Praga. 

## Publicaciones
- Karl Marx and Mathematics (1968)
- Hegel and Mathematics (1931)
- Sabotaje en la Ciencia "bolchevique". 1931. № 2. № 2. pp. 71-81
- Политика, экономика, математика «За марксистско-ленинское естествознание» La política, economía, matemáticas "Para la ciencia marxista-leninista". 1931. 1931. № 1. № 1. С. 27 S. 27
- Предмет и метод современной математики. М., 1936. Objeto y método de la matemática moderna. M., 1936. Соцэкгиз. Sotsekgiz. Москва. Moscú. 1936
- Мы не должны были так жить. Нью-Йорк, «Chalidze Publications» 1982